# Dießbach (Saalach)
Le Dießbach est un cours d'eau des Alpes de Berchtesgaden dans le Land de Salzbourg.

## Géographie
Le Dießbach a sa source à l'est du Hochwiesscharte, au sud du Großes Palfelhorn. Il longe le Seehorn par l'est puis tourne à l'ouest du Mitterkaseralm.
Dans la région de l'alpage du Dießbach, au sud du Seehornsee, le Dießbach est endigué en 1961 pour former le Dießbach-Stausee.
La canalisation de la centrale électrique de Dießbach passe dans une direction sud sous le Rauchkopf et jusqu'à la Saalach.
Après le barrage, le Dießbach coule un peu à l'ouest en direction de la Kallbrunnalm puis au sud vers la Saalach, qu'il rejoint par la droite après être passé sous la Pinzgauer Straße.